# Listă de filme western din anii 1960
Aceasta este o listă de filme western din anii 1960.
| 1960                                                          |                                                            | |                                                       |                                                     |
| The Alamo                                                     | John Wayne                                                 | John Wayne, Richard Widmark, Lawrence Harvey, Chill Wills                                                         | Statele Unite ale Americii                            | Texas independence Western                          |
| Calibre 44                                                    | Julián Soler                                               | Eulalio González, Rosita Quintana, Pedro Armendáriz                                                               | Mexic                                                 | Mexico Western                                      |
| Cimarron                                                      | Anthony Mann                                               | Glenn Ford, Maria Schell                                                                                          | Statele Unite ale Americii                            | traditional Western                                 |
| Comanche Station                                              | Budd Boetticher                                            | Randolph Scott, Claude Akins, Nancy Gates                                                                         | Statele Unite ale Americii                            | traditional Western                                 |
| Flaming Star                                                  | Don Siegel                                                 | Elvis Presley | Statele Unite ale Americii                            | musical Western                                     |
| Guns of the Timberland                                        | Robert D. Webb                                             | Alan Ladd, Jeanne Crain                                                                                           | Statele Unite ale Americii                            | traditional Western                                 |
| Hell Bent for Leather                                         | George Sherman                                             | Audie Murphy, Felicia Farr                                                                                        | Statele Unite ale Americii                            | B Western                                           |
| Heller in Pink Tights                                         | George Cukor                                               | Sophia Loren, Anthony Quinn                                                                                       | Statele Unite ale Americii                            | traditional Western                                 |
| The Magnificent Seven                                         | John Sturges                                               | Yul Brynner, Eli Wallach, Steve McQueen                                                                           | Statele Unite ale Americii                            |                                                     |
| North to Alaska                                               | Henry Hathaway                                             | John Wayne, Stewart Granger                                                                                       | Statele Unite ale Americii                            | traditional Western                                 |
| One Foot in Hell                                              | James B. Clark                                             | Alan Ladd, Don Murray                                                                                             | Statele Unite ale Americii                            | B Western                                           |
| Sergeant Rutledge                                             | John Ford                                                  | Woody Strode, Jeffrey Hunter                                                                                      | Statele Unite ale Americii                            | cavalry Western                                     |
| Seven Ways from Sundown                                       | Harry Keller                                               | Audie Murphy, Barry Sullivan                                                                                      | Statele Unite ale Americii                            | B Western                                           |
| The Unforgiven                                                | John Huston                                                | Burt Lancaster, Audrey Hepburn                                                                                    | Statele Unite ale Americii                            |                                                     |
| 1961                                                          |                                                            | |                                                       |                                                     |
| The Canadians                                                 | Burt Kennedy                                               | Robert Ryan, John Dehner, Torin Thatcher                                                                          | ,                                                     | Canadian mountie Western                            |
| The Comancheros                                               | Michael Curtiz                                             | John Wayne, Stuart Whitman                                                                                        | Statele Unite ale Americii                            | traditional Western                                 |
| The Deadly Companions                                         | Sam Peckinpah                                              | Maureen O'Hara, Brian Keith                                                                                       | Statele Unite ale Americii                            |                                                     |
| Escuela de Valientes                                          | Julián Soler                                               | Eulalio González, Rosita Quintana, Arturo Martínez                                                                | Mexic                                                 | Mexico Western                                      |
| Gold of the Seven Saints                                      | Gordon Douglas                                             | Clint Walker, Roger Moore                                                                                         | Statele Unite ale Americii                            |                                                     |
| The Last Sunset                                               | Robert Aldrich                                             | Rock Hudson | Statele Unite ale Americii                            |                                                     |
| The Misfits                                                   | John Huston                                                | Clark Gable, Marilyn Monroe, Montgomery Clift, Thelma Ritter, Eli Wallach                                         | Statele Unite ale Americii                            | contemporary Western                                |
| One-Eyed Jacks                                                | Marlon Brando                                              | Marlon Brando, Karl Malden                                                                                        | Statele Unite ale Americii                            |                                                     |
| El Padre Pistolas                                             | Julián Soler                                               | Eulalio González, Christiane Martel, Carlos López Moctezuma                                                       | Mexic                                                 | comedy Western                                      |
| Posse from Hell                                               | Herbert Coleman                                            | Audie Murphy, Lee Van Cleef                                                                                       | Statele Unite ale Americii                            | B Western                                           |
| The Savage Guns                                               | Michael Carreras                                           | Richard Basehart, Don Taylor                                                                                      | ,                                                     | credited as the first Spaghetti Western             |
| The Second Time Around                                        | Vincent Sherman                                            | Debbie Reynolds, Steve Forrest, Andy Griffith                                                                     | Statele Unite ale Americii                            | comedy Western                                      |
| The Singer Not the Song                                       | Roy Ward Baker                                             | Dirk Bogarde, John Mills, Mylène Demongeot                                                                        | Regatul Unit al Marii Britanii și al Irlandei de Nord | Euro-Western                                        |
| A Thunder of Drums                                            | Joseph M. Newman                                           | Richard Boone, George Hamilton, Charles Bronson                                                                   | Statele Unite ale Americii                            | cavalry Western                                     |
| Two Rode Together                                             | John Ford                                                  | James Stewart, Richard Widmark                                                                                    | Statele Unite ale Americii                            | traditional Western                                 |
| Zorro the Avenger (aka, La venganza del Zorro                 | Joaquin Romero Marchent                                    | Frank Latimore, María Luz Galicia, Rafael Romero Marchent                                                         | Spania                                                | Mexico Western                                      |
| 1962                                                          |                                                            | |                                                       |                                                     |
| Geronimo                                                      | Arnold Laven                                               | Chuck Connors, Kamala Devi, Pat Conway, Armando Silvestre                                                         | Statele Unite ale Americii                            |                                                     |
| How the West Was Won                                          | John Ford, Henry Hathaway, George Marshall, Richard Thorpe | Henry Fonda, Gregory Peck, James Stewart, John Wayne, George Peppard, Karl Malden, Carroll Baker, Debbie Reynolds | Statele Unite ale Americii                            | epic Western                                        |
| An Occurrence at Owl Creek Bridge, (aka, La Rivière du hibou) | Robert Enrico                                              | Roger Jacquet, Anne Cornaly, Anker Larsen                                                                         | Franța                                                | surreal Civil War Western                           |
| Lonely Are the Brave                                          | David Miller                                               | Kirk Douglas, Gena Rowlands, Walter Matthau, Michael Kane, George Kennedy                                         | Statele Unite ale Americii                            | contemporary Western                                |
| The Man Who Shot Liberty Valance                              | John Ford                                                  | Lee Marvin, James Stewart, John Wayne                                                                             | Statele Unite ale Americii                            | traditional Western                                 |
| Ride the High Country                                         | Sam Peckinpah                                              | Mariette Hartley, Joel McCrea, Randolph Scott                                                                     | Statele Unite ale Americii                            | traditional Western                                 |
| Sergeants 3                                                   | John Sturges                                               | Frank Sinatra, Dean Martin, Sammy Davis, Jr., Peter Lawford, Joey Bishop                                          | Statele Unite ale Americii                            | Rat Pack Western                                    |
| Shades of Zorro (aka, Cabalgando hacia la muerte)             | Joaquín Romero Marchent                                    | Frank Latimore, María Luz Galicia, Paul Piaget                                                                    | ,                                                     | Mexico Western                                      |
| Six Black Horses                                              | Harry Keller                                               | Audie Murphy, Dan Duryea                                                                                          | Statele Unite ale Americii                            | B Western                                           |
| Comoara din Lacul de Argint                                   | Harald Reinl                                               | Lex Barker, Herbert Lom                                                                                           | ,                                                     | Euro-Western                                        |
| The Wild Westerners                                           | Oscar Rudolph                                              | James Philbrook, Nancy Kovack                                                                                     | Statele Unite ale Americii                            | traditional Western                                 |
| 1963                                                          |                                                            | |                                                       |                                                     |
| Apache Gold                                                   | Harald Reinl                                               | Lex Barker, Pierre Brice                                                                                          | ,                                                     | Euro-Western                                        |
| The Broken Land                                               | John A. Bushelman                                          | Kent Taylor, Jody McCrea, Jack Nicholson                                                                          | Statele Unite ale Americii                            | B Western                                           |
| 4 for Texas                                                   | Robert Aldrich                                             | Frank Sinatra, Dean Martin                                                                                        | Statele Unite ale Americii                            | comedy Western                                      |
| Gunfight at Comanche Creek                                    | Frank McDonald                                             | Audie Murphy, DeForest Kelley                                                                                     | Statele Unite ale Americii                            | B Western                                           |
| Gunfight at Red Sands                                         | Ricardo Blasco                                             | Richard Harrison                                                                                                  | ,                                                     | Spaghetti Western                                   |
| Hud                                                           | Martin Ritt                                                | Paul Newman, Melvyn Douglas                                                                                       | Statele Unite ale Americii                            | contemporary Western                                |
| McLintock!                                                    | Andrew V. McLaglen                                         | John Wayne, Maureen O'Hara                                                                                        | Statele Unite ale Americii                            | comedy Western                                      |
| El sabor de la venganza                                       | Joaquin Luis Romero Marchent                               | | Spania                                                |                                                     |
| Old Shatterhand                                               | Hugo Fregonese                                             | Lex Barker, Pierre Brice                                                                                          | Germania                                              | Euro-Western                                        |
| Showdown                                                      | R. G. Springsteen                                          | Audie Murphy, L. Q. Jones, Strother Martin                                                                        | Statele Unite ale Americii                            | B Western                                           |
| Tres hombres buenos                                           | Joaquin Luis Romero Marchent                               | | Spania                                                |                                                     |
| 1964                                                          |                                                            | |                                                       |                                                     |
| Antes llega la muerte                                         | Joaquin Luis Romero Marchent                               | | Spania                                                |                                                     |
| Apache Rifles                                                 | William Witney                                             | Audie Murphy, L. Q. Jones                                                                                         | Statele Unite ale Americii                            | B Western                                           |
| Aventuras del Oeste                                           | Joaquin Luis Romero Marchent                               | | Spania                                                |                                                     |
| Ballad of a Gunfighter                                        | Bill Ward                                                  | Marty Robbins, Joyce Redd                                                                                         | Statele Unite ale Americii                            |                                                     |
| Blood on the Arrow                                            | Sidney Salkow                                              | Dale Robertson, Martha Hyer                                                                                       | Statele Unite ale Americii                            |                                                     |
| Bullet for a Badman                                           | R. G. Springsteen                                          | Audie Murphy, Darren McGavin                                                                                      | Statele Unite ale Americii                            | B Western                                           |
| Cheyenne Autumn                                               | John Ford                                                  | Richard Widmark, James Stewart, Carroll Baker                                                                     | Statele Unite ale Americii                            | revisionist Western                                 |
| A Distant Trumpet                                             | Raoul Walsh                                                | Troy Donahue, Suzanne Pleshette                                                                                   | Statele Unite ale Americii                            | cavalry Western                                     |
| A Fistful of Dollars                                          | Sergio Leone                                               | Clint Eastwood, Marianne Koch, Gian Maria Volonté                                                                 | Italia                                                | Spaghetti Western                                   |
| Frontier Hellcat (aka, Among Vultures)                        | Alfred Vohrer                                              | Stewart Granger, Pierre Brice, Elke Sommer                                                                        | ,                                                     | Euro-Western                                        |
| Gunfighters of Casa Grande                                    | Roy Rowland                                                | Alex Nicol, Jorge Mistral                                                                                         | ,                                                     | Euro-Western                                        |
| Invitation to a Gunfighter                                    | Richard Wilson                                             | Yul Brynner | Statele Unite ale Americii                            |                                                     |
| The Last Ride to Santa Cruz                                   | Rolf Olsen                                                 | Edmund Purdom, Mario Adorf, Marianne Koch, Klaus Kinski                                                           | ,                                                     | Euro-Western                                        |
| Law of the Lawless                                            | William F. Claxton                                         | Dale Robertson, Yvonne De Carlo                                                                                   | Statele Unite ale Americii                            | B Western                                           |
| Lemonade Joe                                                  | Oldřich Lipský                                             | Olga Schoberová                                                                                                   | Cehoslovacia                                          | satirical Western, Ostern                           |
| The Long Rifle and the Tomahawk                               | Sidney Salkow, Sam Newfield                                | John Hart, Lon Chaney, Jr.                                                                                        | Statele Unite ale Americii                            |                                                     |
| Mail Order Bride                                              | Burt Kennedy                                               | Buddy Ebsen, Keir Dullea, Warren Oates                                                                            | Statele Unite ale Americii                            | comedy Western                                      |
| The Outrage                                                   | Martin Ritt                                                | Edward G. Robinson, Paul Newman, William Shatner                                                                  | Statele Unite ale Americii                            | dramatic Western [adapted from Kurosawa's Rashomon] |
| The Quick Gun                                                 | Sidney Salkow                                              | Audie Murphy, Merry Anders                                                                                        | Statele Unite ale Americii                            | B Western                                           |
| Rio Conchos                                                   | Gordon Douglas                                             | Richard Boone, Stuart Whitman                                                                                     | Statele Unite ale Americii                            | B Western                                           |
| Stage to Thunder Rock                                         | William F. Claxton                                         | Barry Sullivan, Marilyn Maxwell                                                                                   | Statele Unite ale Americii                            | B Western                                           |
| Taggart                                                       | R. G. Springsteen                                          | Tony Young, Dan Duryea, David Carradine                                                                           | Statele Unite ale Americii                            | B Western                                           |
| Two Mafiamen in the Far West                                  | Giorgio Simonelli                                          | Franco Franchi, Ciccio Ingrassia                                                                                  | Italia                                                | comedy Spaghetti Western                            |
| Vengeance                                                     | Dene Hilyard                                               | William Thourlby, Melora Conway, Owen Pavitt                                                                      | Statele Unite ale Americii                            | B Western                                           |
| 1965                                                          |                                                            | |                                                       |                                                     |
| Adiós Gringo                                                  | Giorgio Stegani                                            | Giuliano Gemma, Ida Galli                                                                                         | Italia                                                | Spaghetti Western                                   |
| Arizona Raiders                                               | William Witney                                             | Audie Murphy, Michael Dante                                                                                       | Statele Unite ale Americii                            | B Western                                           |
| Assault on Fort Texan                                         | Alberto De Martino                                         | Edmund Purdom, Paul Piaget, Ida Galli                                                                             | ,                                                     | Spaghetti Western                                   |
| Black Spurs                                                   | R. G. Springsteen                                          | Rory Calhoun, Linda Darnell                                                                                       | Statele Unite ale Americii                            | B Western                                           |
| Blood for a Silver Dollar                                     | Giorgio Ferroni                                            | Giuliano Gemma, Ida Galli                                                                                         | Italia                                                | Spaghetti Western                                   |
| Cat Ballou                                                    | Elliot Silverstein                                         | Jane Fonda, Lee Marvin, Michael Callan                                                                            | Statele Unite ale Americii                            | musical/comedy Western                              |
| For a Few Dollars More                                        | Sergio Leone                                               | Clint Eastwood, Lee Van Cleef, Gian Maria Volonté, Klaus Kinski                                                   | Italia                                                | Spaghetti Western                                   |
| Fort Courageous                                               | Lesley Selander                                            | Fred Beir, Don "Red" Barry                                                                                        | Statele Unite ale Americii                            | B Western                                           |
| The Glory Guys                                                | Arnold Laven                                               | Tom Tryon, Michael Anderson, Jr., James Caan                                                                      | Statele Unite ale Americii                            | cavalry Western                                     |
| The Great Sioux Massacre                                      | Sidney Salkow                                              | Joseph Cotten, Darren McGavin, Philip Carey                                                                       | Statele Unite ale Americii                            |                                                     |
| The Hallelujah Trail                                          | John Sturges                                               | Burt Lancaster, Lee Remick, Jim Hutton                                                                            | Statele Unite ale Americii                            | comedy Western                                      |
| Major Dundee                                                  | Sam Peckinpah                                              | Michael Anderson, Jr., James Coburn, Richard Harris, Charlton Heston, Jim Hutton                                  | Statele Unite ale Americii                            | cavalry Western                                     |
| The Man from Button Willow                                    | David Detiege                                              | Dale Robertson (voice), Edgar Buchanan (voice), Barbara Jean Wong (voice), Howard Keel (voice)                    | Statele Unite ale Americii                            | Animated Western                                    |
| Minnesota Clay                                                | Sergio Corbucci                                            | Cameron Mitchell, Fernando Sancho                                                                                 | Italia                                                | Spaghetti Western                                   |
| La muerte cumple condena                                      | Joaquín Luis Romero Marchent                               | | Spania                                                |                                                     |
| Ocaso de un pistolero                                         | Rafael Romero Marchent                                     | | Spania                                                |                                                     |
| Oklahoma John                                                 | Jaime Jesús Balcazar                                       | Rick Horn, José Calvo                                                                                             | Spania                                                | Spaghetti Western                                   |
| The Outlaws Is Coming                                         | Norman Maurer                                              | Moe Howard, Larry Fine, Curly Joe DeRita, Nancy Kovack                                                            | Statele Unite ale Americii                            | comedy Western                                      |
| A Pistol for Ringo                                            | Duccio Tessari                                             | Giuliano Gemma | ,                                                     | Spaghetti Western                                   |
| Los pistoleros de Arizona                                     | Alfonso Balcazar                                           | Robert Woods, Fernando Sancho                                                                                     | Spania                                                | Spaghetti Western                                   |
| Die Pyramide des Sonnengottes                                 | Robert Siodmak                                             | Lex Barker, Gérard Barray, Michèle Girardon                                                                       | ,                                                     | Euro-Western                                        |
| Rampage at Apache Wells                                       | Harald Philipp                                             | Stewart Granger, Pierre Brice                                                                                     | ,                                                     | Euro-Western                                        |
| The Return of Ringo                                           | Duccio Tessari                                             | Giuliano Gemma | ,                                                     | Spaghetti Western                                   |
| The Rounders                                                  | Burt Kennedy                                               | Glenn Ford, Henry Fonda                                                                                           | Statele Unite ale Americii                            | contemporary comedy Western                         |
| Der Schatz der Azteken                                        | Robert Siodmak                                             | Lex Barker, Gérard Barray, Michèle Girardon                                                                       | ,                                                     | Euro-Western                                        |
| Shenandoah                                                    | Andrew V. McLaglen                                         | James Stewart, Doug McClure, Glenn Corbett, Patrick Wayne, Rosemary Forsyth, Philip Alford                        | Statele Unite ale Americii                            | Civil War Western                                   |
| The Sons of Katie Elder                                       | Henry Hathaway                                             | John Wayne, Dean Martin, Michael Anderson, Jr., Earl Holliman                                                     | Statele Unite ale Americii                            | traditional Western                                 |
| Tierra de fuego                                               | Jaime Jesús Balcazar, Mark Stevens                         | Mark Stevens, Mario Adorf                                                                                         | Spania                                                | Spaghetti Western                                   |
| Town Tamer                                                    | Lesley Selander                                            | Dana Andrews, Terry Moore                                                                                         | Statele Unite ale Americii                            | B Western                                           |
| The Tramplers                                                 | Albert Band, Mario Sequi                                   | Gordon Scott, Joseph Cotten                                                                                       | ,                                                     | Euro-Western                                        |
| Das Vermächtnis des Inka                                      | Georg Marischka                                            | Guy Madison, Rik Battaglia, Fernando Rey                                                                          | ,                                                     | Euro-Western                                        |
| Viva Carrancho                                                | Alfonso Balcazar                                           | Fernando Sancho, Luis Dávila                                                                                      | Spania                                                | Mexican Western                                     |
| Viva Maria!                                                   | Louis Malle                                                | Brigitte Bardot, Jeanne Moreau                                                                                    | ,                                                     | Euro-Western                                        |
| West and Soda                                                 | Bruno Bozzetto                                             | none | Italia                                                | Animated comedy Western                             |
| Winnetou: The Desperado Trail                                 | Harald Reinl                                               | Lex Barker, Pierre Brice                                                                                          | ,                                                     | Euro-Western                                        |
| Young Fury                                                    | Christian Nyby                                             | Rory Calhoun, Virginia Mayo                                                                                       | Statele Unite ale Americii                            | B Western                                           |
| 1966                                                          |                                                            | |                                                       |                                                     |
| Alvarez Kelly                                                 | Edward Dmytryk                                             | William Holden, Richard Widmark                                                                                   | Statele Unite ale Americii                            | Civil War Western                                   |
| Apache Uprising                                               | R. G. Springsteen                                          | Rory Calhoun, Corinne Calvet                                                                                      | Statele Unite ale Americii                            | B Western                                           |
| The Appaloosa                                                 | Sidney J. Furie                                            | Marlon Brando, Anjanette Comer                                                                                    | Italia                                                | Spaghetti Western                                   |
| Arizona Colt                                                  | Michele Lupo                                               | Giuliano Gemma | Italia                                                | Spaghetti Western                                   |
| El aventura de las Guaynas                                    | Joaquin Luis Romero Marchent                               | | Spania                                                |                                                     |
| The Big Gundown                                               | Sergio Sollima                                             | Lee Van Cleef | Italia                                                | Spaghetti Western                                   |
| A Big Hand for the Little Lady                                | Fielder Cook                                               | Henry Fonda, Joanne Woodward, Jason Robards                                                                       | Statele Unite ale Americii                            | comedy Western                                      |
| Billy the Kid vs. Dracula                                     | William Beaudine                                           | John Carradine, Chuck Courtney                                                                                    | Statele Unite ale Americii                            | Horror Western                                      |
| The Brute and the Beast                                       | Lucio Fulci                                                | Franco Nero, George Hilton                                                                                        | Italia                                                | Spaghetti Western                                   |
| Carry On Cowboy                                               | Gerald Thomas                                              | Sid James, Jim Dale, Joan Sims, Angela Douglas, Kenneth Williams                                                  | Regatul Unit al Marii Britanii și al Irlandei de Nord | comedy Western                                      |
| Cuatro dolares de Venganza                                    | Jaime Jesús Balcazar                                       | Robert Woods, Dana Ghia                                                                                           | Spania                                                | Spaghetti Western                                   |
| Dinamita Jim                                                  | Alfonso Balcazar                                           | Luis Dávila, Fernando Sancho, Rosalba Neri                                                                        | Spania                                                | Spaghetti Western                                   |
| Django                                                        | Sergio Corbucci                                            | Franco Nero | Italia                                                | Spaghetti Western                                   |
| Doc, manos de plata                                           | Alfonso Balcazar                                           | Carl Mohner, Luis Dávila, Fernando Sancho, Gloria Milland                                                         | Spania                                                | Spaghetti Western                                   |
| Dos pistolas gemelas                                          | Rafael Romero Marchent                                     | | Spania                                                |                                                     |
| Duel at Diablo                                                | Ralph Nelson                                               | James Garner, Sidney Poitier                                                                                      | Statele Unite ale Americii                            | traditional Western                                 |
| El Dorado                                                     | Howard Hawks                                               | John Wayne, Robert Mitchum                                                                                        | Statele Unite ale Americii                            | traditional Western                                 |
| An Eye for an Eye                                             | Michael D. Moore                                           | Robert Lansing, Patrick Wayne, Slim Pickens                                                                       | Statele Unite ale Americii                            | B Western                                           |
| Geronimo und die Räuber                                       | Arthur Maria Rabenalt                                      | Hubert Suschka | Germania                                              | Euro-Western                                        |
| The Good, the Bad and the Ugly                                | Sergio Leone                                               | Clint Eastwood, Eli Wallach, Lee Van Cleef                                                                        | Italia                                                | Spaghetti Western                                   |
| Gunpoint                                                      | Earl Bellamy                                               | Audie Murphy, Joan Staley                                                                                         | Statele Unite ale Americii                            | B Western                                           |
| Half-Breed                                                    | Harald Philipp                                             | Lex Barker, Pierre Brice                                                                                          | ,                                                     | Euro-Western                                        |
| The Hills Run Red                                             | Carlo Lizzani                                              | Thomas Hunter, Henry Silva, Dan Duryea                                                                            | Italia                                                | Spaghetti Western                                   |
| Johnny Oro, (aka, Ringo and His Golden Pistol)                | Sergio Corbucci                                            | Mark Damon | Italia                                                | Spaghetti Western                                   |
| Johnny Reno                                                   | R. G. Springsteen                                          | Dana Andrews, Jane Russell                                                                                        | Statele Unite ale Americii                            | B Western                                           |
| Jesse James Meets Frankenstein's Daughter                     | William Beaudine                                           | John Lupton, Narda Onyx                                                                                           | Statele Unite ale Americii                            | Horror Western                                      |
| Kid Rodelo                                                    | Richard Carlson                                            | Don Murray, Janet Leigh                                                                                           | Statele Unite ale Americii                            | traditional Western                                 |
| Last of the Renegades                                         | Harald Reinl                                               | Lex Barker, Pierre Brice                                                                                          | ,                                                     | Euro-Western                                        |
| Navajo Joe                                                    | Sergio Corbucci                                            | Burt Reynolds, Aldo Sambrell, Nicoletta Machiavelli, Fernando Rey                                                 | Italia                                                | Spaghetti Western                                   |
| Nevada Smith                                                  | Henry Hathaway                                             | Steve McQueen, Karl Malden, Brian Keith, Arthur Kennedy, Suzanne Pleshette, Martin Landau                         | Statele Unite ale Americii                            | psychological Western                               |
| The Night of the Grizzly                                      | Joseph Pevney                                              | Clint Walker, Keenan Wynn, Martha Hyer                                                                            | Statele Unite ale Americii                            |                                                     |
| The Plainsman                                                 | David Lowell Rich                                          | Don Murray, Guy Stockwell, Abby Dalton                                                                            | Statele Unite ale Americii                            |                                                     |
| El precio de un hombre                                        | Eugenio Martín                                             | Tomás Milián, Richard Wyler                                                                                       | Spania                                                |                                                     |
| The Professionals                                             | Richard Brooks                                             | Lee Marvin, Burt Lancaster, Robert Ryan, Woody Strode, Claudia Cardinale, Jack Palance                            | Statele Unite ale Americii                            | action/adventure Western                            |
| The Rare Breed                                                | Andrew V. McLaglen                                         | James Stewart, Maureen O'Hara, Brian Keith, Ben Johnson                                                           | Statele Unite ale Americii                            | dramatic Western                                    |
| Return of the Seven                                           | Burt Kennedy                                               | Yul Brynner, Robert Fuller                                                                                        | Statele Unite ale Americii                            | traditional Western                                 |
| Ride Beyond Vengeance                                         | Bernard McEveety                                           | Chuck Connors, Michael Rennie                                                                                     | Statele Unite ale Americii                            | B Western                                           |
| Ride in the Whirlwind                                         | Monte Hellman                                              | Jack Nicholson, Cameron Mitchell                                                                                  | Statele Unite ale Americii                            | Acid Western                                        |
| Seven Dollars on the Red                                      | Alberto Cardone                                            | Anthony Steffen, Elisa Montés, Fernando Sancho                                                                    | Italia                                                | Spaghetti Western                                   |
| The Shooting                                                  | Monte Hellman                                              | Jack Nicholson, Warren Oates                                                                                      | Statele Unite ale Americii                            | Acid Western                                        |
| The Sons of the Great Bear                                    | Josef Mach                                                 | Gojko Mitić | Germania de Est                                       | Red/revisionist Western                             |
| Stagecoach                                                    | Gordon Douglas                                             | Slim Pickens, Alex Cord, Bing Crosby                                                                              | Statele Unite ale Americii                            | traditional Western                                 |
| Texas Across the River                                        | Michael Gordon                                             | Dean Martin, Alain Delon, Rosemary Forsyth, Joey Bishop                                                           | Statele Unite ale Americii                            | comedy Western                                      |
| Texas, Adios                                                  | Ferdinando Baldi                                           | Franco Nero | Italia                                                | Spaghetti Western                                   |
| The Texican                                                   | Lesley Selander                                            | Audie Murphy, Broderick Crawford                                                                                  | Statele Unite ale Americii                            | B Western                                           |
| Thunder at the Border                                         | Alfred Vohrer                                              | Rod Cameron, Pierre Brice                                                                                         | ,                                                     | Euro-Western                                        |
| The Ugly Ones                                                 | Eugenio Martín                                             | Tomas Milian, Richard Wyler                                                                                       | Italia                                                | Spaghetti Western                                   |
| 1967                                                          |                                                            | |                                                       |                                                     |
| The Adventures of Bullwhip Griffin                            | James Neilson                                              | Roddy McDowall, Suzanne Pleshette                                                                                 | Statele Unite ale Americii                            | comedy Western                                      |
| Any Gun Can Play                                              | Enzo G. Castellari                                         | Gilbert Roland, Edd Byrnes, George Hilton                                                                         | Italia                                                | Spaghetti Western                                   |
| The Ballad of Josie                                           | Andrew McLaglen                                            | Doris Day, Peter Graves                                                                                           | Statele Unite ale Americii                            | comedy Western                                      |
| Bang Bang Kid                                                 | Giorgio Gentili, Luciano Lelli                             | Tom Bosley, Guy Madison, Sandra Milo                                                                              | Italia                                                | comedy Spaghetti Western                            |
| A Bullet for the General                                      | Damiano Damiani                                            | Gian Maria Volonté, Klaus Kinski                                                                                  | Italia                                                | Spaghetti Western                                   |
| Chuka                                                         | Gordon Douglas                                             | Rod Taylor, Ernest Borgnine                                                                                       | Statele Unite ale Americii                            | traditional Western                                 |
| Clint, el solitario                                           | Alfonso Balcazar                                           | George Martin, Marianne Koch, Fernando Sancho                                                                     | Spania                                                | Gazpacho Western                                    |
| Custer of the West                                            | Robert Siodmak                                             | Robert Shaw, Mary Ure, Ty Hardin, Jeffrey Hunter, Lawrence Tierney                                                | Statele Unite ale Americii                            |                                                     |
| Day of Anger                                                  | Tonino Valerii                                             | Lee Van Cleef, Giuliano Gemma                                                                                     | Italia                                                | Spaghetti Western                                   |
| Death Rides a Horse                                           | Giulio Petroni                                             | Lee Van Cleef | Italia                                                | Spaghetti Western                                   |
| Django, Kill... If You Live, Shoot!                           | Giulio Questi                                              | Tomas Milian, Ray Lovelock                                                                                        | Italia                                                | Spaghetti Western                                   |
| Dos cruces en Danger Pass                                     | Rafael Romero Marchent                                     | | Spania                                                | Euro-Western                                        |
| Face to Face                                                  | Sergio Sollima                                             | Gian Maria Volonté, Tomas Milian                                                                                  | Italia                                                | Spaghetti Western                                   |
| The Fastest Guitar Alive                                      | Michael D. Moore                                           | Roy Orbison | Statele Unite ale Americii                            | musical Western                                     |
| 40 Guns to Apache Pass                                        | William Witney                                             | Audie Murphy, Michael Burns                                                                                       | Statele Unite ale Americii                            | B Western                                           |
| The Hellbenders                                               | Sergio Corbucci                                            | Joseph Cotten, Norma Bengell                                                                                      | Italia                                                | Spaghetti Western                                   |
| Hombre                                                        | Martin Ritt                                                | Paul Newman, Richard Boone                                                                                        | Statele Unite ale Americii                            | revisionist Western                                 |
| Hour of the Gun                                               | John Sturges                                               | James Garner, Jason Robards, Robert Ryan                                                                          | Statele Unite ale Americii                            | traditional Western                                 |
| Johnny Yuma                                                   | Romolo Guerrieri                                           | Mark Damon, Rosalba Neri, Lawrence Dobkin                                                                         | Italia                                                | Spaghetti Western                                   |
| The Last Challenge                                            | Richard Thorpe                                             | Glenn Ford, Angie Dickinson, Chad Everett                                                                         | Statele Unite ale Americii                            | traditional Western                                 |
| Payment in Blood                                              | Enzo G. Castellari                                         | Edd Byrnes, Guy Madison                                                                                           | Italia                                                | Spaghetti Western                                   |
| El Pistolero Desconocido (El Comandante Tijerina)             | Miguel M. Delgado                                          | Eulalio González, Elsa Aguirre, Raúl Meraz                                                                        | Mexic                                                 | comedy Western                                      |
| Return of the Gunfighter                                      | James Neilson                                              | Robert Taylor, Chad Everett                                                                                       | Statele Unite ale Americii                            | B Western                                           |
| Rough Night in Jericho                                        | Arnold Laven                                               | Dean Martin, George Peppard, Jean Simmons                                                                         | Statele Unite ale Americii                            | traditional Western                                 |
| A Stranger in Town                                            | Luigi Vanzi                                                | Tony Anthony, Jolanda Modio                                                                                       | Italia                                                | Spaghetti Western                                   |
| The Stranger Returns                                          | Luigi Vanzi                                                | Tony Anthony, Daniele Vargas                                                                                      | Italia                                                | Spaghetti Western                                   |
| A Time for Killing                                            | Phil Karlson                                               | Inger Stevens, Glenn Ford                                                                                         | Statele Unite ale Americii                            | B Western                                           |
| The War Wagon                                                 | Burt Kennedy                                               | John Wayne, Kirk Douglas                                                                                          | Statele Unite ale Americii                            | traditional Western                                 |
| Waterhole #3                                                  | William A. Graham                                          | James Coburn, Carroll O'Connor, Bruce Dern                                                                        | Statele Unite ale Americii                            | comedy Western                                      |
| The Way West                                                  | Andrew McLaglen                                            | Kirk Douglas, Robert Mitchum, Richard Widmark, Sally Field                                                        | Statele Unite ale Americii                            | epic Western                                        |
| Welcome to Hard Times                                         | Burt Kennedy                                               | Henry Fonda, John Anderson, Janice Rule                                                                           | Statele Unite ale Americii                            | traditional Western                                 |
| Zlatna praćka                                                 | Radivoje Lola Đukić                                        | Miodrag Petrović Čkalja, Vera Ilić-Đukić, Đokica Milanković                                                       | Iugoslavia                                            | comedy Western                                      |
| 1968                                                          |                                                            | |                                                       |                                                     |
| Ace High                                                      | Giuseppe Colizzi                                           | Eli Wallach, Terence Hill, Bud Spencer                                                                            | Italia                                                | Spaghetti Western                                   |
| Arizona Bushwackers                                           | Lesley Selander                                            | Howard Keel, Yvonne De Carlo                                                                                      | Statele Unite ale Americii                            | B Western                                           |
| Bandolero!                                                    | Andrew V. McLaglen                                         | James Stewart, Dean Martin, Raquel Welch                                                                          | Statele Unite ale Americii                            | traditional Western                                 |
| Beyond the Law                                                | Giorgio Stegani                                            | Lee Van Cleef, Antonio Sabàto                                                                                     | Italia                                                | Spaghetti Western                                   |
| Blue                                                          | Silvio Narizzano                                           | Terence Stamp, Joanna Pettet, Karl Malden                                                                         | Regatul Unit al Marii Britanii și al Irlandei de Nord | Euro-Western                                        |
| Buckskin                                                      | Michael D. Moore                                           | Barry Sullivan, Joan Caulfield                                                                                    | Statele Unite ale Americii                            | B Western                                           |
| Day of the Evil Gun                                           | Jerry Thorpe                                               | Glenn Ford | Statele Unite ale Americii                            |                                                     |
| Find a Place to Die                                           | Giuliano Carnimeo                                          | Jeffrey Hunter, Pascale Petit                                                                                     | Italia                                                | Spaghetti Western                                   |
| Firecreek                                                     | Vincent McEveety                                           | James Stewart, Henry Fonda                                                                                        | Statele Unite ale Americii                            | traditional Western                                 |
| 5 Card Stud                                                   | Henry Hathaway                                             | Dean Martin, Robert Mitchum                                                                                       | Statele Unite ale Americii                            | mystery Western                                     |
| Flaming Frontier (aka, Old Surehand)                          | Alfred Vohrer                                              | Stewart Granger, Pierre Brice                                                                                     | ,                                                     | Euro-Western                                        |
| Go Kill Everybody and Come Back Alone                         | Enzo G. Castellari                                         | Chuck Connors, Frank Wolff                                                                                        | Italia                                                | Spaghetti Western                                   |
| The Great Silence                                             | Sergio Corbucci                                            | Jean-Louis Trintignant, Klaus Kinski                                                                              | Italia                                                | Spaghetti Western                                   |
| Guns for San Sebastian                                        | Henri Verneuil                                             | Anthony Quinn, Charles Bronson, Anjanette Comer                                                                   | ,                                                     | Euro/Spaghetti Western                              |
| Hang 'Em High                                                 | Ted Post                                                   | Clint Eastwood, Inger Stevens, Ed Begley, Pat Hingle, Ben Johnson                                                 | Statele Unite ale Americii                            | revenge Western                                     |
| I Do Not Forgive... I Kill! (aka, Fedra West)                 | Joaquín Luis Romero Marchent                               | James Philbrook, Norma Bengell, Simón Andreu                                                                      | ,                                                     | Spaghetti Western                                   |
| If You Meet Sartana Pray for Your Death                       | Gianfranco Parolini                                        | Gianni Garko, William Berger                                                                                      | Italia                                                | Spaghetti Western                                   |
| Lonesome Cowboys                                              | Andy Warhol                                                | Joe Dallesandro                                                                                                   | Statele Unite ale Americii                            | satirical Western                                   |
| The Mercenary                                                 | Sergio Corbucci                                            | Jack Palance, Franco Nero                                                                                         | Italia                                                | Spaghetti Western                                   |
| A Minute to Pray, a Second to Die!                            | Franco Giraldi                                             | Alex Cord, Arthur Kennedy, Robert Ryan                                                                            | Italia                                                | Spaghetti Western                                   |
| More Dead than Alive                                          | Robert Sparr                                               | Clint Walker, Vincent Price, Anne Francis                                                                         | Statele Unite ale Americii                            | B Western                                           |
| Once Upon a Time in the West                                  | Sergio Leone                                               | Charles Bronson, Claudia Cardinale, Henry Fonda, Jason Robards                                                    | Italia                                                | epic/Spaghetti Western                              |
| ¿Quien grita venganza?                                        | Rafael Romero Marchent                                     | | Spania                                                |                                                     |
| Requiem para el gringo                                        | Eugenio Martín, José Luis Merino                           | Lang Jeffries, Fernando Sancho                                                                                    | Spania                                                |                                                     |
| Run, Man, Run!                                                | Sergio Sollima                                             | Tomas Milian | Italia                                                | Spaghetti Western                                   |
| The Ruthless Four                                             | Giorgio Capitani                                           | Van Heflin, Gilbert Roland                                                                                        | ,                                                     | Euro-Western                                        |
| The Scalphunters                                              | Sydney Pollack                                             | Burt Lancaster, Shelley Winters, Ossie Davis                                                                      | Statele Unite ale Americii                            | comedy Western                                      |
| The Shakiest Gun in the West                                  | Alan Rafkin                                                | Don Knotts | Statele Unite ale Americii                            | comedy Western                                      |
| Shalako                                                       | Edward Dmytryk                                             | Sean Connery, Brigitte Bardot, Woody Strode                                                                       | Statele Unite ale Americii                            | traditional Western                                 |
| Spur des Falken                                               | Gottfried Kolditz                                          | Gojko Mitić, Hannjo Hasse, Barbara Brylska                                                                        | Germania de Est                                       | Red Western                                         |
| The Stalking Moon                                             | Robert Mulligan                                            | Gregory Peck, Eva Marie Saint                                                                                     | Statele Unite ale Americii                            | traditional/mystery/suspense Western                |
| Stay Away, Joe                                                | Peter Tewksbury                                            | Elvis Presley, Burgess Meredith, Joan Blondell                                                                    | Statele Unite ale Americii                            | contemporary/musical Western                        |
| Tepepa                                                        | Giulio Petroni                                             | Tomas Milian, Orson Welles                                                                                        | Italia                                                | Spaghetti Western                                   |
| Today It's Me... Tomorrow It's You                            | Tonino Cervi                                               | Brett Halsey, Bud Spencer                                                                                         | Italia                                                | Spaghetti Western                                   |
| Two Brothers, One Death (aka, Dos hombres van a morir)        | Rafael Romero Marchent                                     | Pietro Martellanza, Piero Lulli, Armando Calvo                                                                    | ,                                                     | Spaghetti Western                                   |
| Uno a uno sin piedad                                          | Rafael Romero Marchent                                     | | Spania                                                |                                                     |
| Villa Rides                                                   | Buzz Kulik                                                 | Yul Brynner, Robert Mitchum, Charles Bronson                                                                      | Statele Unite ale Americii                            | outlaw Western                                      |
| Winnetou and Shatterhand in the Valley of Death               | Harald Reinl                                               | Lex Barker, Pierre Brice                                                                                          | ,                                                     | Euro-Western                                        |
| Will Penny                                                    | Tom Gries                                                  | Charlton Heston, Donald Pleasence, Joan Hackett                                                                   | Statele Unite ale Americii                            | traditional Western                                 |
| 1969                                                          |                                                            | |                                                       |                                                     |
| Boot Hill                                                     | Giuseppe Colizzi                                           | Terence Hill, Woody Strode                                                                                        | Italia                                                | Spaghetti Western                                   |
| A Bullet for Sandoval, (aka, Los Desesperados)                | Julio Buchs, Lucio Fulci                                   | Ernest Borgnine, George Hilton                                                                                    | Italia                                                | Spaghetti Western                                   |
| Butch Cassidy and the Sundance Kid                            | George Roy Hill                                            | Paul Newman, Robert Redford                                                                                       | Statele Unite ale Americii                            | outlaw/revistionist Western                         |
| Charro!                                                       | Charles Marquis Warren                                     | Elvis Presley, Ina Balin                                                                                          | Statele Unite ale Americii                            | traditional Western                                 |
| Death of a Gunfighter                                         | Alan Smithee                                               | Richard Widmark, Lena Horne                                                                                       | Statele Unite ale Americii                            | traditional Western                                 |
| The Desperados                                                | Henry Levin                                                | Vince Edwards, Jack Palance                                                                                       | Statele Unite ale Americii                            |                                                     |
| The Five Man Army                                             | Don Taylor                                                 | Peter Graves, James Daly, Bud Spencer                                                                             | Italia                                                | Spaghetti Western                                   |
| Garringo                                                      | Rafael Romero Marchent                                     | Anthony Steffen, Peter Lee Lawrence                                                                               | Spania                                                |                                                     |
| Guns of the Magnificent Seven                                 | Paul Wendkos                                               | George Kennedy, James Whitmore                                                                                    | Statele Unite ale Americii                            | traditional Western                                 |
| Heaven with a Gun                                             | Lee H. Katzin                                              | Glenn Ford | Statele Unite ale Americii                            |                                                     |
| Mackenna's Gold                                               | J. Lee Thompson                                            | Gregory Peck, Omar Sharif                                                                                         | Statele Unite ale Americii                            | traditional Western                                 |
| Manos torpes                                                  | Rafael Romero Marchent                                     | | Spania                                                |                                                     |
| No Room to Die                                                | Sergio Garrone                                             | Anthony Steffen, William Berger                                                                                   | Italia                                                | Spaghetti Western                                   |
| 100 Rifles                                                    | Tom Gries                                                  | Burt Reynolds, Raquel Welch, Jim Brown                                                                            | Statele Unite ale Americii                            | revisionist Western                                 |
| The Over-the-Hill Gang                                        | George McCowan                                             | Walter Brennan, Pat O'Brien, Chill Wills, Edgar Buchanan                                                          | Statele Unite ale Americii                            | comedy Western                                      |
| Paint Your Wagon                                              | Joshua Logan                                               | Clint Eastwood, Lee Marvin, Jean Seberg                                                                           | Statele Unite ale Americii                            | musical Western                                     |
| The Price of Power                                            | Tonino Valerii                                             | Giuliano Gemma, Warren Vanders, Maria Cuadra                                                                      | Italia                                                | Spaghetti Western                                   |
| Sabata                                                        | Gianfranco Parolini                                        | Lee Van Cleef | Italia                                                | Spaghetti Western                                   |
| Sam Whiskey                                                   | Arnold Laven                                               | Burt Reynolds, Angie Dickinson                                                                                    | Statele Unite ale Americii                            | comedy Western                                      |
| Sonora                                                        | Alfonso Balcazar                                           | George Martin | Spania                                                | Spaghetti Western                                   |
| The Specialist                                                | Sergio Corbucci                                            | Johnny Hallyday                                                                                                   | Italia                                                | Spaghetti Western                                   |
| Support Your Local Sheriff!                                   | Burt Kennedy                                               | James Garner, Joan Hackett, Jack Elam                                                                             | Statele Unite ale Americii                            | comedy Western                                      |
| Tell Them Willie Boy Is Here                                  | Abraham Polonsky                                           | Robert Redford, Katharine Ross, Robert Blake                                                                      | Statele Unite ale Americii                            | revisionist Western                                 |
| A Time for Dying                                              | Budd Boetticher                                            | Audie Murphy, Victor Jory, Richard Lapp                                                                           | Statele Unite ale Americii                            | B Western                                           |
| True Grit                                                     | Henry Hathaway                                             | John Wayne, Glen Campbell, Kim Darby                                                                              | Statele Unite ale Americii                            | traditional Western                                 |
| El Tunco Maclovio                                             | Alberto Mariscal                                           | Julio Alemán, Juan Miranda                                                                                        | Mexic                                                 |                                                     |
| The Undefeated                                                | Andrew McLaglen                                            | John Wayne, Rock Hudson                                                                                           | Statele Unite ale Americii                            | traditional Western                                 |
| The Valley of Gwangi                                          | Jim O'Connolly                                             | Gila Golan, James Franciscus                                                                                      | Statele Unite ale Americii                            | fantasy Western                                     |
| Weisse Wölfe                                                  | Konrad Petzold                                             | Gojko Mitic, Horst Schulze                                                                                        | ,                                                     | Red Western                                         |
| The Wild Bunch                                                | Sam Peckinpah                                              | William Holden, Ernest Borgnine, Robert Ryan, Warren Oates, Ben Johnson                                           | Statele Unite ale Americii                            | revisionist Western                                 |
| Young Billy Young                                             | Burt Kennedy                                               | Robert Mitchum, Angie Dickinson, Robert Walker, Jr.                                                               | Statele Unite ale Americii                            | traditional Western                                 |
| El Zorro justiciero                                           | Rafael Romero Marchent                                     | | Spania                                                |                                                     |